# Country Sisters
Country Sisters je česká dívčí hudební skupina hrající především country hudbu. Pod názvem Country Sisters skupina vystupuje od roku 1986, předtím vystupovala pod názvem Jizerská Protěž.
Skupina byla založena v roce 1972 v Jablonci nad Nisou Soňou Kociánovou, která ve skupině působí dodnes. Kromě ní se dívčí členové skupiny mění. Zpěv v angličtině a ovládání jednoho světového jazyka je ve skupině podmínkou. Skupina má za sebou víc než dva tisíce koncertů v různých zemích Evropy a také v zámoří. Nejvíce vystupují v zemích střední Evropy a také ve Francii, Švýcarsku a Německu. Při vystoupení v Singapuru v roce 1995 dostali nabídku na vystoupení na největším australském country festivalu v Tamworthu, kterého se účastnily v roce 1999. V roce 2006 a 2007 vystoupili na festivalu v Merrit Mountain v Kanadě. Kromě těchto míst vystoupili také v Grónsku.
V jejich repertoáru jsou kromě klasické country hudby, také tradicionály, bluegrass, gospel či rock. Používanými nástroji ve skupině jsou kromě klasické kytary také basová kytara, klavír, klávesnice, housle a akordeon a bubny. V roce 2003 skupina získala cenu Country Live Act 2003 udílenou časopisem Country Circle Magazine. Od svého založení se ve skupině vystřídalo třicet pět hudebníc, včetně devíti zpěváček, čtyř houslistek, čtyř basistek, pěti klavíristek a pět kytaristek. Do roku 2017 vydali 11 hudebních alb. Jedna z písní Leonarda Cohena, Hallelujah byla při příležitosti setkání, nazpívána všemi minulými i současnými členy skupiny.

## Současní členové
- Sonia Kocianová (kapelnice, banjo, elektrická kytara, elektrická basa, ve skupině od jejího založení. Je stálým členem skupiny)
- Andrea (zpěv, klávesnice, rodačka z Českých Budějovic, ve skupině od roku 2011)
- Kristýna (zpěv, piano)
- Lída (zpěv, akustická kytara)
- Eva (zpěv, elektrická kytara)
- Tereza (housle)